# Red Ética y Democracia
Red Ética y Democracia, más conocido por su acrónimo RED, fue un partido político de Ecuador. 

## Historia
Fue fundado por León Roldós Aguilera, hermano del fallecido ex presidente del Ecuador Jaime Roldós Aguilera. 
Ocupaba la Lista 29 en las elecciones políticas. 
Fue formado como sucesor de la coalición electoral Movimiento Fuerza Ciudadana, Binomio Roldós - Padilla, que patrocinó la candidatura presidencial de León Roldós en las elecciones presidenciales de Ecuador de 2002.
RED en alianza con Izquierda Democrática han lanzado al candidato presidencial León Roldós Aguilera para las elecciones presidenciales del 2006. Obtuvo el 14,84 % de los votos. Asimismo obtuvo 5 diputados.
En las Elecciones para asambleístas constituyentes de Ecuador de 2007 RED obtuvo tres asambleístas.  
RED en alianza con el Movimiento Polo Democrático lanzaron a la candidata presidencial Martha Roldós para las elecciones presidenciales del 2009, obteniendo el 4,33% de los votos. El programa de gobierno de Martha Roldós tenía varias semejanzas ideológicas con el de Alianza PAIS. 
Desde las elecciones de 2009 estuvo fuera de la política electoral de Ecuador. 
En 2012, los dirigentes de RED pasaron a formar parte de la coalición electoral Unidad Plurinacional de las Izquierdas.
En julio de 2013, fue finalmente eliminado del padrón electoral por el Consejo Nacional Electoral.